# Homapoderus haemopterus
Homapoderus haemopterus es una especie de coleóptero de la familia Attelabidae.

## Distribución geográfica
Habita en Ruanda y República Democrática del Congo.